# Leskea cirrhifolia
Leskea cirrhifolia là một loài Rêu trong họ Leskeaceae. Loài này được (Arn.) Schwägr. mô tả khoa học đầu tiên năm 1830.